# Districtul Siklós
Siklós (în maghiară Siklósi járás) este un district în județul Baranya, Ungaria.
Districtul are o suprafață de 652,99 km2 și o populație de 36.106 locuitori (2013).